# Myrna Veenstra
Myrna Veenstra (* 4. März 1975 in Goes) ist eine ehemalige niederländische Hockeyspielerin. Sie gewann mit der niederländischen Nationalmannschaft die olympische Bronzemedaille 2000 und war Europameisterin 1999.

## Sportliche Karriere
Die 1,76 m große Myrna Veenstra wirkte von 1997 bis 2000 in 79 Länderspielen mit und erzielte ein Tor.
Die Verteidigerin spielte 1997 und 1999 in der Champions Trophy mit, wo die Niederländerinnen 1997 den dritten und 1999 den zweiten Platz belegten. Bei der Europameisterschaft 1999 in Köln kam Veenstra in vier Spielen zum Einsatz. Nach zwei Spielen in der Vorrunde war sie beim Halbfinalsieg gegen das englische Team dabei. Im Finale besiegten die Niederländerinnen die deutsche Mannschaft mit 2:1.
Nach dem Sieg bei der Champions Trophy 2000 gehörte Veenstra auch zum Kader für die Olympischen Spiele 2000 in Sydney. Beim Turnier belegten die Niederlande in der Vorrunde den dritten Platz und erreichten damit die Hauptrunde. Mit einem Sieg und zwei Niederlagen platzierten sich die Niederländerinnen in der Hauptrunde auf dem vierten Platz und spielten gegen die spanische Mannschaft um Bronze. Dieses Spiel gewannen sie mit 2:0. Myrna Veenstra war in sieben von acht Spielen dabei. Das Spiel um die Bronzemedaille war Veenstras letztes Länderspiel.
Veenstra spielte beim Amsterdamsche Hockey & Bandy Club.